# كارول بلاك
كارول بلاك (بالإنجليزية: Carole Black)‏ هي سيدة أعمال أمريكية، ولدت في 1945.